# Sadowe (obwód rówieński)
Sadowe (ukr. Садове) – wieś na Ukrainie w rejonie hoszczańskim obwodu rówieńskiego.

## Historia
Pod koniec XIX w. wieś  w powiecie rówieńskim w południowo-zachodniej części guberni wołyńskiej Imperium Rosyjskiego, na wschód od miasteczka Aleksandria, w pobliżu rzeki Horyń.
Przed 1939 r. Sienne w gminie Tuczyn, w powiecie rówieńskim, w województwie wołyńskim.

## Urodzeni
- Anna Walentynowicz